# دون كرو (لاعب كرة قاعدة)
دون كرو (بالإنجليزية: Don Crow)‏ هو لاعب كرة قاعدة أمريكي، ولد في 18 أغسطس 1958 في ياكيما في الولايات المتحدة.

## وصلات خارجية
- دون كرو على موقعبيزبول رفرنس.كوم (الدوري الرئيسي) (الإنجليزية)
- دون كرو على موقعبيزبول رفرنس.كوم (الدوري الثانوي) (الإنجليزية)